# 阿久津克子
阿久津克子（あくつ かつこ、1941年7月27日 - ）は、日本の女優。東京都出身。別名：都築 克子。麗タレントプロモーション所属。

## 来歴
1959年に東映ニューフェイスの第6期に合格。同期には千葉真一・亀石征一郎・太地喜和子・真山知子・茅島成美・新井茂子らがいる。

## 出演作品

### テレビ
- 七色仮面（1959）
- ナショナルキッド（1960）
- 特別機動捜査隊（NET、東映）
  - 第23話「一千万人の恐怖」（1962年）
  - 第266話「日曜日の死角」（1966年） - みどり
  - 第330話「道玄坂哀歌」（1968年）
  - 第339話「愛情山脈」（1968年） - 町子
  - 第370話「挑戦」（1968年）
  - 第402話「海は知っている」（1969年）
  - 第486話「明日は来たらず」（1971年） - 加奈子
- オカシナ君のおかしな一日（1964）
- 日産スター劇場 「やぶにらみの時計」（1964）
- 鉄道公安36号（NET、東映）第148話「可憐な山猫」（1966年）
- キイハンター（NET、東映）
- 七人の刑事
  - 第326話「四人目の男」（1968年）
  - 第376話「黒い力学」（1969年）
- 東京コンバット 第5話「黄金の罠」（1968年）
- 河童の三平 妖怪大作戦 第6話「蜘蛛女」（1968年） - 蜘蛛女
- 怪奇大作戦 第9話「散歩する首」（1968年） - 律子
- ゼロファイター 第12話「帰投不能 我、自爆す!」（1969年）
- 怪奇ロマン劇場（1969）
- 素浪人 花山大吉 第91話「首になるほど惚れていた」（1970年）
- プレイガール 第76話「勇み肌きょうだい仁義」（1970年） -吉田知江
- 火曜サスペンス劇場「女弁護士・高林鮎子(15)飛騨高山の女」（1994年）

### 映画
- べらんめえ芸者（1959)
- 嵐の中の若者たち(1960)
- 続べらんめえ芸者(1960)
- 台風息子　冒険旅行(1961)
- べらんめえ芸者と大阪娘(1962)
- 東京アンタッチャブル 脱走(1963)

### CM
- ロート製薬 ロート目薬
- ポーラ化粧品
- トヨタ自動車
- パナソニック電工 リフォーム・キッチン編